# Heinrich Heine-Universiteit
De Heinrich Heine-Universiteit (Duits: Heinrich-Heine-Universität Düsseldorf) is een Duitse universiteit in de Rijnlandse stad Düsseldorf. De universiteit is voortgekomen uit een medische school en werd in 1965 een volwaardige universiteit. De universiteit kent faculteiten in de rechten, geneeskunde, filosofie, wiskunde, communicatiewetenschappen, natuurwetenschappen en economie.
De universiteit is vernoemd naar de Duitse dichter en politiek denker Heinrich Heine, die in 1797 in Düsseldorf werd geboren.
Het aantal studenten bedroeg in 2012 iets minder dan 20.000 en in het schooljaar 2020/2021 36.008.

## Bezienswaardigheden
- Botanischer Garten Düsseldorf, de Hortus botanicus van de Heinrich-Heine-Universiteit